# Afaq Sultanova
Afaq Sultanova (20 de febrero de 1987) es una deportista azerbaiyana que compitió en yudo adaptado. Ganó una medalla de oro en los Juegos Paralímpicos de Londres 2012 en la categoría de –57 kg.

## Biografía
Afag Sultanova nació el 20 de febrero de 1987 en la ciudad de Bakú. Antes del judo, Afag Sultanova entrenó en kárate. A los 13 años empezó a entrenar en judo. En 2008, obtuvo victorias en los campeonatos juveniles del mundo y de Europa. Sin embargo, una lesión que deterioró su visión la obligó a retirarse. Inspirada por su compatriota İlham Zəkiyev, quien siendo completamente ciega logró convertirse en dos veces campeón paralímpico, Afag continuó entrenando.
En 2010 se proclamó campeona del mundo y en 2012 ganó el oro en los Juegos Paralímpicos de Londres 2012. Afag Sultanova se convirtió en la primera mujer azerbaiyana en ganar el oro en los Juegos Paralímpicos. Por orden del presidente de Azerbaiyán del 14 de septiembre de 2012, Afag Sultanava recibió la Orden Shohrat.
En noviembre de 2015, Sultanova ganó el bronce en el Campeonato de Europa celebrado en Portugal, en la ciudad de Odivelas. El mismo año ganó el bronce en los Juegos Mundiales de Seúl.
En 2016, con motivo del 20º aniversario de la creación del Comité Paralímpico Nacional de la República de Azerbaiyán y por sus servicios en el desarrollo del movimiento paralímpico en Azerbaiyán, Afag Sultanova recibió el "Diploma Honorífico del Presidente de la República de Azerbaiyán".
En 2017, se convirtió en la ganadora de los Juegos de Solidaridad Islámica celebrados en Bakú.

## Palmarés internacional
| Juegos Paralímpicos | Juegos Paralímpicos   | Juegos Paralímpicos | Juegos Paralímpicos |
| Año                 | Lugar                 | Medalla             | Categoría           |
| ------------------- | --------------------- | ------------------- | ------------------- |
| 2012                | Londres (Reino Unido) | Medalla de oro      | –57 kg              |